# Mantellina
|  | Aquest article tracta sobre un peix. Si cerqueu la peça de roba que cobreix el cap i l'esquena, vegeu «mantellina (roba)». |

La mantellina, rajada papallona o vela llatina (Gymnura altavela) és una espècie de peix cartilaginós batoïdeu de l'ordre dels raïformes. Té forma de disc ròmbic i es pot trobar a llocs com la mar Mediterrània i l'oest i l'est de l'oceà Atlàntic.

## Descripció
- Té forma disc ròmbic dues vegades més ample que llarg
- Pot arribar a mesurar 400 cm de llarg.
- Arriba a pesar 60kg.
- Posseeix un musell curt format per un angle obtús (aprox. 135º).
- La boca és relativament petita amb una dentadura de dents petites i punxegudes.
- La seva coa és curta i fina amb una o dues espines serrades a la base.
- El dors és marró obscur o marró cafè, amb taques grisenques o roges.
- La cua presenta barres alternades clares i obscures.

## Reproducció
És ovípar, la gestació dura uns 6 mesos i sol tenir entre 4 i 8 cries.

## Alimentació
Es nodreix de peixos, crustacis i mol·luscs.

## Hàbitat
Habita principalment aigües costaneres no molt fondes (60 m) amb fons suaus, sorrencs o fangosos.

## Distribució geogràfica
Es distribueix per l'oest de l'oceà Atlàntic (els Estats Units, el Brasil i l'Argentina), l'Atlàntic oriental (Portugal, Angola, les Illes Canàries), la Mar Mediterrània i la mar Negra.

## Estat de conservació
Es troba en un estat de conservació molt vulnerable i no acostuma a ésser capturat.